# Kende Kanuth
Kölcsei Kende Kanuth (Cégény, 1822. április 6. – Erzsébetfalva, 1903. szeptember 15.) magyar főszolgabíró, országgyűlési képviselő, nagybirtokos, akit Mikszáth Kálmán nekrológjában az „utolsó tekintetes úr”-nak nevezett.

## Élete
1822-ben, a Szatmár megyei Cégényen született kölcsei Kende Zsigmond és nagykállói Kállay Katalin gyermekeként, Kende Kanuth József Antal Celesztin néven. Bátyja, Kende Gusztáv alispán volt.
1846. június 9-én Kállósemjénen házasságot kötött nagykállói Kállay Idával, a házasságból négy leánygyermek született: Kende Matild Erzsébet Mária Katalin Ida, Kende Paulina Mária Klementina, Kende Klaudia és Kende Júlia.
1849-ben Kende Kanuth Szatmár vármegye főszolgabírája lett, 1861-től pedig a nagykárolyi kerület országgyűlési képviselője volt. Célja volt a nemzeti művelődés serkentése; hozzájárult Kazinczy Ferenc és Kölcsey Ferenc emlékének ápolásához. 1868-ban – Török Flórishoz és Hitel Mártonhoz hasonlóan – árverésen földterületre tett szert az akkori Gubacspusztán, amelyet felparcellázva értékesítettek, így megteremtve Kossuthfalvát, későbbi nevén Erzsébetfalvát, azaz Pesterzsébetet (jelenlegi nevén Pestszenterzsébet). Az 1879-es szegedi árvíz után a város kormánybiztosa lett.
1903 szeptemberében hunyt el Erzsébetfalván. A megemlékezést két nappal később tartották, majd szülőhelyén, Cégényen helyezték végső nyugalomra.

## Emlékezete
Budapest XX. kerületében ma utca viseli nevét.